# Simeón Serrate Mayoral
Simeón Serrate Mayoral fue un gaitero, pastor, mayoral del dance de Castejón de Monegros. Fue de los últimos cantadores a son de gaita.

## Biografía
Hijo de Tomás Serrate y de María Mayoral, y mayor de doce hermanos, nació en Castejón de Monegros. Fue escolarizado hasta los 9 años, cuando empezó a trabajar de rabadán. No hizo la mili por ser excedente de cupo, aunque en la guerra civil tuvo que ir a luchar, primero al bando republicano y después al de los insurrectos. Cuando acabó la guerra, se casó con Juliana Anoro, y tuvieron dos hijas.
En 1968 se trasladan a Zaragoza, donde continua con su oficio de pastor hasta su jubilación, en 1979.

## La gaita y el dance, naturales de Castejón de Monegros
Cuando Simeón era pequeño, los romances corrían por la calle de boca en boca, como es natural en la tradición oral. El padre de Simeón fue gaitero, hasta que un día decidió tirar la gaita al fuego. Simeón, que tenía ganas del instrumento, se fabricó un clarín (pieza melódica de la Gaita de boto con ayuda de Senén Pueyo, gaitero del dance. 
Después de la guerra sería danzante y solista en el canto de los romances. En 1973 volverá al dance como mayoral, para organizar a los grupos de jóvenes que recuperarían la tradición de hacer el dance. Por aquel entonces, el gaitero era Mariano Labat, que usaba una gaita gallega.

## Grabaciones y otras gaitas
A comienzos de los años 90, Simeón decide anotar toda su sabiduría sobre el dance y los romances. Por aquel entonces, los jóvenes Mario Gros y Luis Miguel Bajén se dedicaban a buscar y cazar la tradición musical de los Monegros, dentro del Archivo de Tradición Oral.
Así resume Mario Gros cuando conocieron a Simeón Serrate, en el disco "Romances de ronda en Castejón de Monegros":
Conocí a Simeón Serrate el 4 de abril de 1988. Por aquella época Luis Miguel Bajén y yo andábamos por los Monegros empeñados en cambiar el mundo, traduciendo nuestras ansias juveniles en una labor que más tenía de cruzada bienintencionada que de campaña sistemática, y que consistía en recopilar, mediante grabaciones, la tradición musical de los monegrinos
[...]
Encontramos a Simeón junto a su casa, en la calle del Castillo, al regreso de su paseo matinal. Ya antes nos habían advertido de sus cualidades cantoras, de lo interesante de su repertorio y de su peculiar personalidad. Pocas frases bastaron para entendernos.
A mis apresurados requerimientos, él contestó un silencio, y, después, solicitó una gaita.
Yo tenía una. Él, que fuera aragonesa. La mía lo era. Que tuviera piel de culebra. La tenía. Él cantó y tocó el clarín. Yo escuché y grabé.
Convinimos una cita para después de comer. [...]
Por la tarde, la hospitalidad de su familia en Castejón nos acogió. Otros dos tragos de vino, y Simeón principió a cantar. Si no fuera porque está grabado creería que ese ambiente mágico, aquella voz que trepó por encima de los sonidos agudos de la gaita durante los nueve minutos que duró ese primer romance que interpretamos juntos, era un recuerdo deformado por lo emocionante de la situación y humedecido por el caldo almoldano.
Al día siguiente, 5 de abril, volvimos a encontrarnos. Esta vez, la unidad móvil de TECNOSAGA grabaría, coreados por las jóvenes danzantas castejoneras, los romances que cerrarían el disco "Monegros. Música tradicional de Aragón" (TECNOSAGA, Madrid, 1990). 
La Asociación de Gaiteros de Aragón publica en 1999 los textos escritos por Simeón en Historia del antiguo dance de Castejón de Monegros, donde narra los recuerdos que tiene del dance, los textos de las mudanzas, despertaderas y romances.
En 1999 también, en el disco-libro La Gaita en los Monegros, aparecen grabaciones de Simeón.
En 2008 sale el disco "Romances de ronda en Castejón de Monegros", donde José Manuel Fraile Gil transcribe y analiza los romances.

## La talla de cucharas de boj, y el oficio de las "pitas" de gaita
Simeón en sus ratos libres se dedicó a hacer cucharas de boj y tallarlas a navaja, haciendo dibujos fascinantes, y también a hacer pitas de gaita, tanto dobles para clarín como simples para bordón y bordoneta.

## Sabiduría compartida para la posteridad
No faltó a casi ninguna Trobada de Gaiteros en Robres, donde tocaba y compartía sus saberes con los gaiteros más jóvenes. El año en que le rindieron homenaje, regaló cañas fabricadas por él a todos los gaiteros participantes.
En 2009 fue homenajeado también en la Trobada de la Gaita de La Almozara.
En la Trobada de Robres del 2013, se creó la primera muestra de gaiteros "Simeón Serrate", en su honor.
Simeón Serrate Mayoral falleció en Zaragoza, el 10 de enero de 2011, a los 98 años de edad.
Cuento de los pastores y los moros (también conocido como "La cabra Curra")
Grabado en el disco-libro "La gaita en los monegros".
Ahora voy a contarles un asunto que ocurrió entre unos moros y unos pastores. Había unos pastores en el monte en una "paridera", que paridera se le llama a donde se encierran a las ovejas y a donde se recogen las crías cuando paren, por eso se llama paridera.
Los pastores eran un mayoral y un rebadán. El mayoral era un hombre, y el rabadán era un chico. De vez en cuando, les llegaban a unos moros y les obligaban a que mataran a un cabrito y se lo prepararan asadico y todo.
El mayoral sabía tocar la gaita. Un día, tuvo la buena idea de enseñarle una melodía al rebadán, le dijo: Si alguna noche, al volver del pueblo, oyes que estoy tocando esto, vuelves y avisas a la Guardia Civil.
No se hicieron esperar mucho. Una noche, que el rabadán había ido al pueblo a por suministro, le llegaron los moros al mayoral y le hicieron que matara a un cabrito y se los asara.
Cuando el cabrito se estaba asando, el mayoral, que de tonto no tenía nada, va y les dice si querían esperar un poco, que estaba el rebadán pa volver del pueblo, y llevaría vino. Aquello les cayó de maravilla.
Luego, les dijo que si querían que tocara la gaita, también lo aceptaron. Cogió la gaita, empezó a tocar, y como quien no lo quiere, se fue saliendo fuera de la cabaña, y empezó a tocar lo que le había enseñado al rabadán, que decía así:
El cabrito de la cabra curra
Que bien que se asa,
que bien que se turra
pero no para mí
El cabrito de la cabra curra
que bien que se asa
que bien que se turra
pero no para mí
Los moros de Berbegal
preso me tienen aquí
Rebadán, tú que estás a salvo
vuelve a la villa
y avisa a la justicia
Que los moros de Berbegal
preso me tienen aquí
preso me tienen aquí
El rebadán, cuando se percató, dijo: ¡Vaya! ¿Está el mayoral cantando el cabrito de la cabra curra?. Volvió al pueblo, y avisó a la Guardia Civil.
Luego, se presentó en la paridera, y cuando los moros, tan ilusionaos, se disponían a emprender la lifara, entró la Guardia Civil, que se había quedado fuera, y allí les pescaron. 
Gracias a la habilidad del mayoral, así terminaron el cabrito, y los pastores quedaron tranquilos.
Y esta es la historia de los pastores y los moros.

## Discografía
- "Monegros" (1988, TECNOSAGA)
- "La gaita en los Monegros" (1999, Colección Aragón LCD. Prames)
- "Romances de ronda en Castejón de Monegros (Huesca)"(2008)